# Sakura (cerezo)

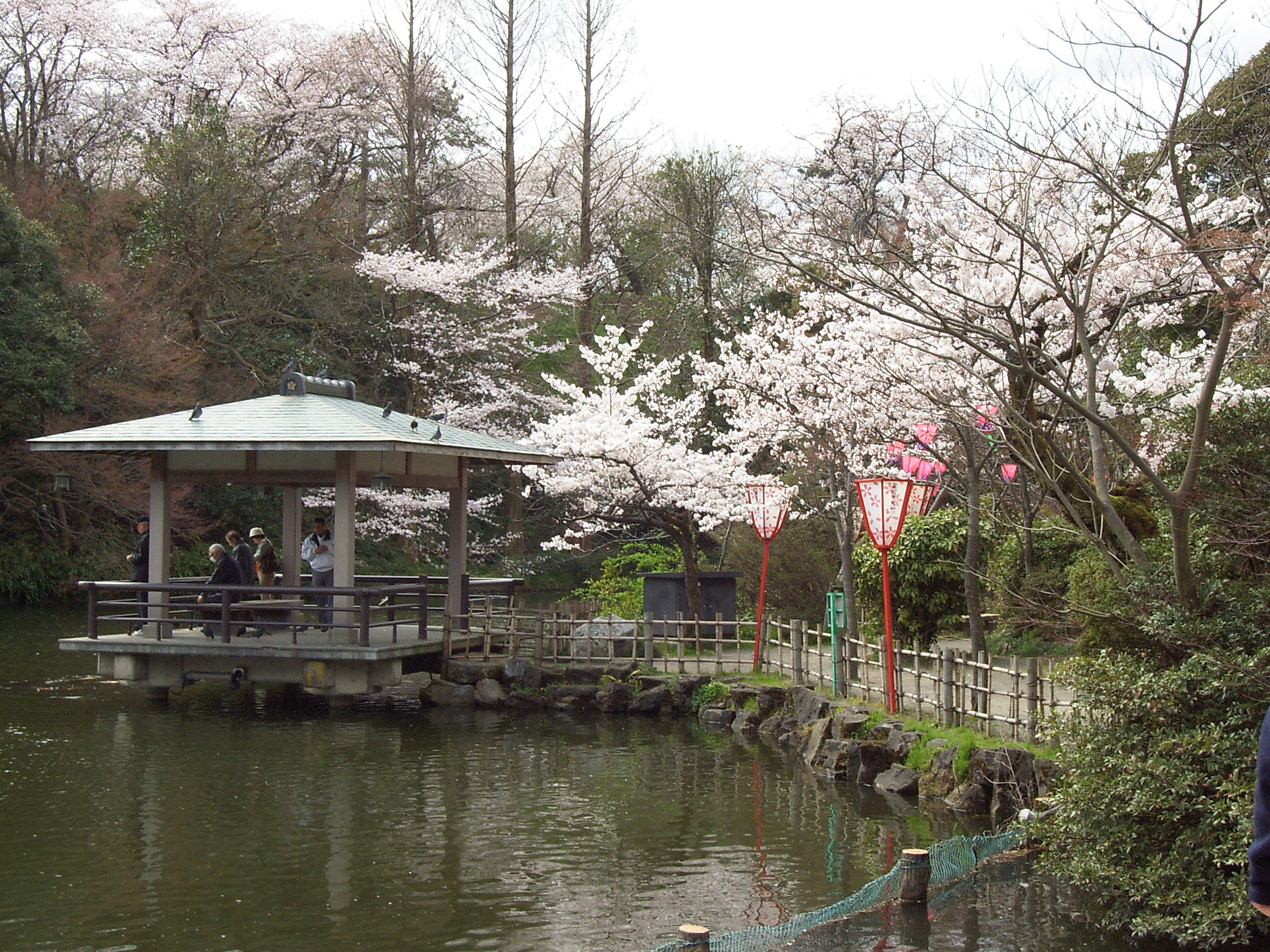
Prunus sp. en el parque Takaoka Kojo.

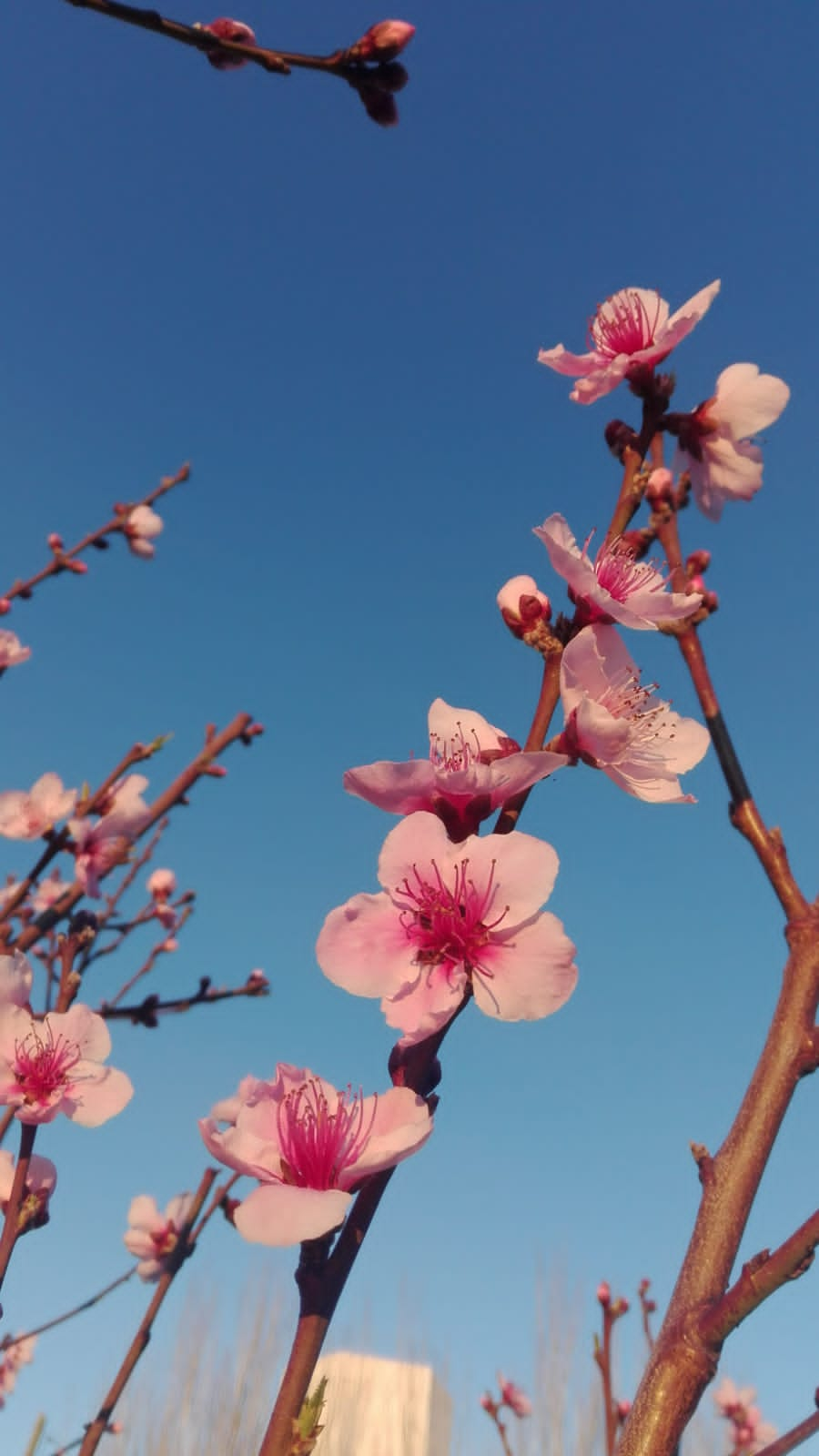
Flor de cerezo o Sakura

La sakura (桜 o さくら?), la flor de cerezo o el cerezo japonés es uno de los símbolos más conocidos de la cultura japonesa. También se nombra sakura a tres especies de plantas del género Prunus.

## Florecimiento

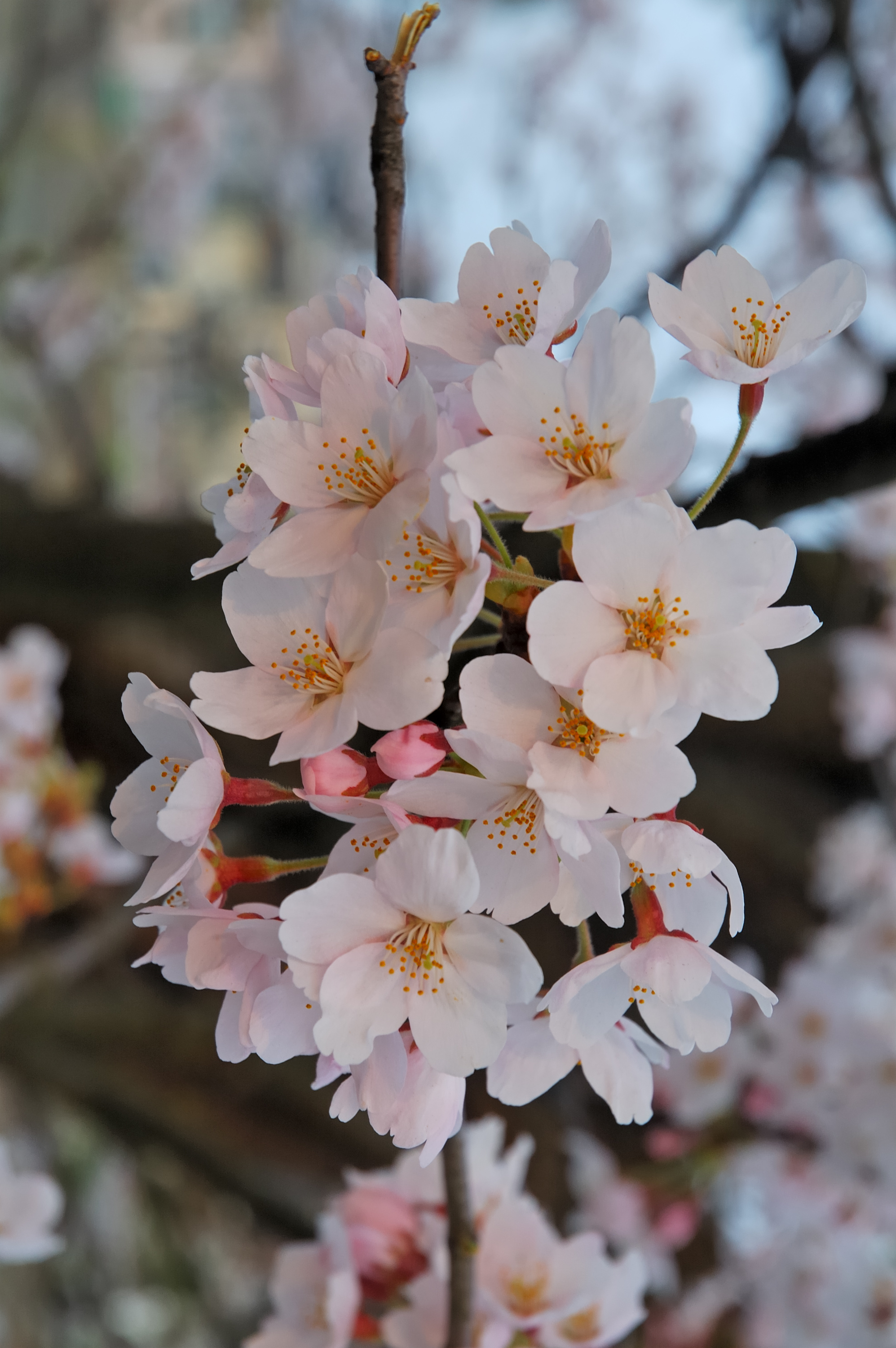
Vista de varias flores de un árbol de cerezo en Fukushima, Japón.

El cerezo florece durante la primavera. En Japón se realiza el festival del hanami (花見?) en su honor puesto que es su flor más significativa (pero no la oficial, que es el crisantemo); durante este los familiares y amigos se reúnen en los parques con cerezos bajo la sombra de los mismos y, a modo de pícnic, comparten alimentos mientras celebran la aparición de las flores. El curso académico de Japón empieza justo después del final de la festividad.
Durante el año los árboles de cerezo permanecen únicamente forrados de hojas, y están desnudos en el invierno, pero hacia el inicio de la primavera florecen, decorando los parques con su apariencia de nubes rosadas y blancas.
Las sakura son un elemento simbólico común en la cultura popular de Japón, donde tienen múltiples significados relacionados. La imagen de los pétalos de estas flores caídos en masa al principio de la primavera, especialmente en abril, simboliza la belleza de la naturaleza y el valor que la fugacidad de la existencia otorga a la vida.

## Significados en localidades

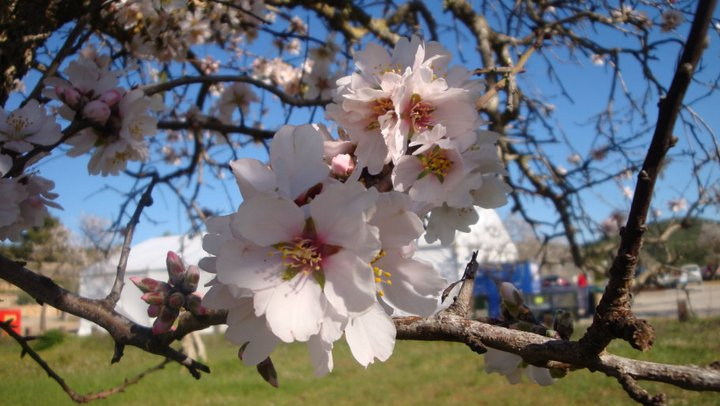
Flores de cerezo.

En Japón, los árboles de cerezo son denominados sakura. Las recepciones solemnes, conocidas como Hanami, generalmente son excursiones en donde las personas se juntan para reflexionar sobre la naturaleza efímera de la vida y la mortalidad, debido a que la vida útil de las flores de cerezos es corta. La cultura samurái de Japón también admiraba mucho a esta flor ya que se consideraba que los samuráis (al igual que las flores de los cerezos) tenían una vida corta y además porque se creía que la flor representaba las gotas de sangre derramadas en sus batallas. En la actualidad, la flor representa inocencia, la sencillez, la belleza de la naturaleza y el renacimiento que trae la primavera.
Muchas de las variedades que han sido cultivadas para uso ornamental, no producen frutos. Las cerezas comestibles generalmente provienen de variedades de las especies relacionadas: Prunus avium, Prunus cerasus, etc.

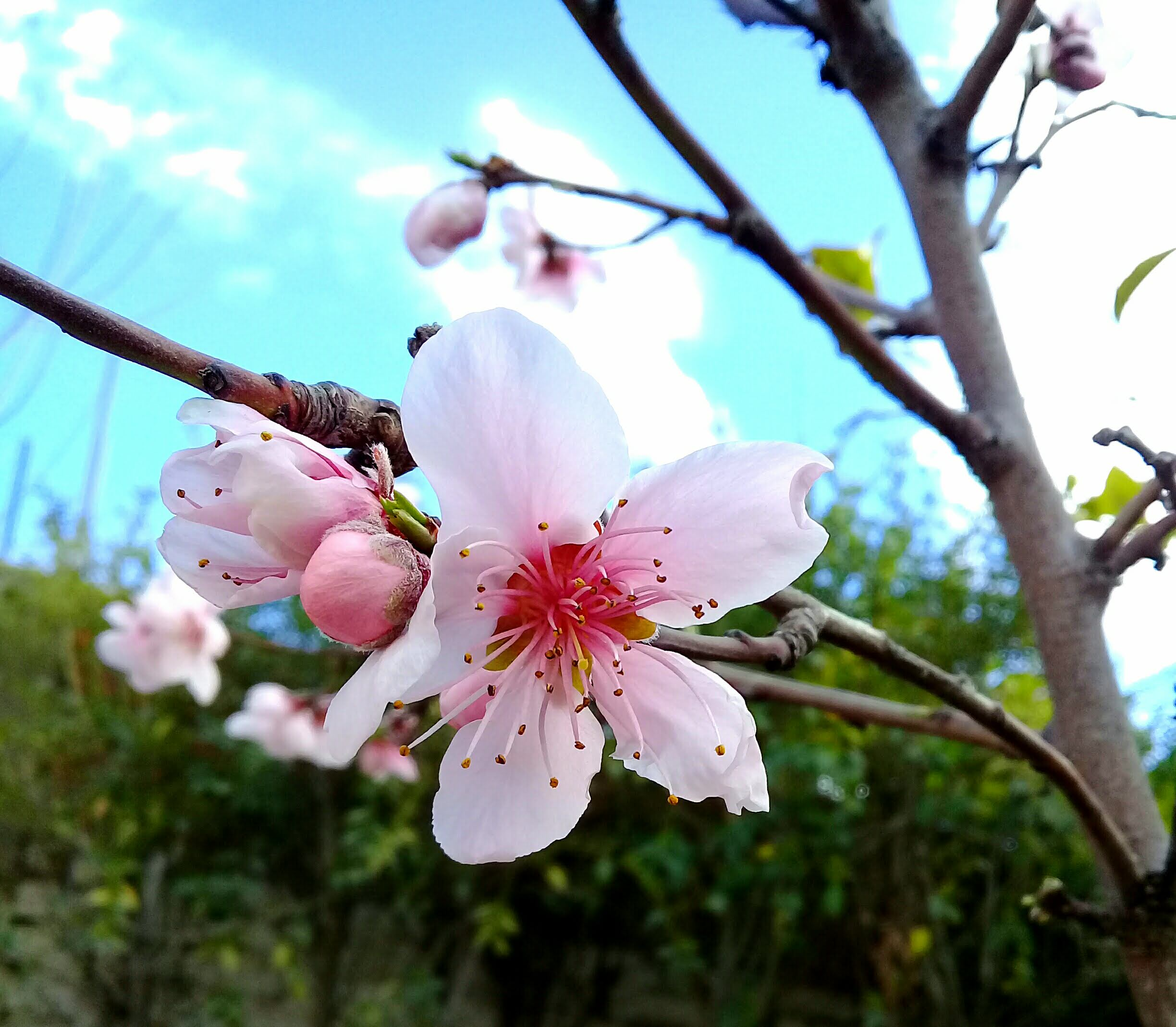
Flor de cerezo japonés.

## Variedades
1. Kikuzakura del Kenrokuen (兼六園菊桜?) es el tipo de sakura que se encuentra únicamente en el parque Kenroku.